# Lucille Méthé
Lucille Méthé (15 décembre 1957 - ) est une femme politique québécoise. Elle est députée de la circonscription de Saint-Jean à l'Assemblée nationale du Québec de 2007 à 2008.  

## Biographie

### Jeunesse et formation
Lucille Méthé est titulaire d'un diplôme d'études collégiales en sciences administratives du Cégep de Saint-Jean-sur-Richelieu (1978), d'un baccalauréat en administration des affaires de Université du Québec à Montréal (1981), ainsi que d'une attestation d'études commerciales en commerce international du Séminaire de Sherbrooke (2001).
De 1982 à 1995, elle est agente de recouvrement fiscal pour Revenu Québec à Montréal. Elle est par la suite conceptrice de documents publicitaires à temps partiel pour les Distributions Céleste de Venise-en-Québec de 1995 à 2000. De 2001 à 2002, elle est conseillère à l'exportation au Club Export@ction de Saint-Jean-sur-Richelieu, avant de devenir conseillère coopérative pour la Coopérative de développement régional de la Montérégie en 2002. Elle est par la suite agente de promotion à Parrainage civique du Haut-Richelieu de 2003 à 2006.

### Carrière politique
Lucille Méthé est candidate de l'Action démocratique du Québec (ADQ) défaite dans Iberville en 2003, ainsi que candidate défaite à la mairie de Saint-Jean-sur-Richelieu en 2005. 
Elle est élue députée de la circonscription de Saint-Jean à l'Assemblée nationale du Québec (sans équipe, sans affiches, sans financement), lors de l'élection générale de 2007, sous la bannière de l'Action démocratique du Québec. Elle a alors récolté 42 % des voix. Pendant son mandat, elle a été whip adjointe de l'opposition officielle du 4 avril 2007 au 5 novembre 2008, porte-parole de l'opposition officielle en matière de services gouvernementaux du 19 avril 2007 au 5 novembre 2008, membre suppléante du Bureau de l'Assemblée nationale du 15 mai 2007 au 5 novembre 2008 et membre de la Commission des finances publiques du 23 mai 2007 au 5 novembre 2008. Elle est défaite lors de l'élection de 2008, terminant troisième et récoltant 18 % des voix. Elle tente une seconde fois de se faire élire à la mairie de Saint-Jean-sur-Richelieu en 2009, sans succès. 